# Kaliber (topologia)
Kaliber przestrzeni – dla danej przestrzeni topologicznej X – nieprzeliczalna liczba kardynalna {\displaystyle \kappa } o tej własności, że dla każdej rodziny {\displaystyle {\mathcal {B}}} mocy {\displaystyle \kappa ,} składającej się ze zbiorów otwartych w X istnieje podrodzina {\displaystyle {\mathcal {C}}\subseteq {\mathcal {B}}} również mocy {\displaystyle \kappa } taka, że
{\displaystyle \bigcap {\mathcal {C}}\neq \varnothing .}
Pojęcie wprowadzone przez Nikołaja Szanina w roku 1948 (zaanonsowane w 1946).